# Hey Stoopid (singel)
Hey Stoopid – piosenka rockowa Alice'a Coopera, wydana w 1991 roku jako singel promujący album pod tym samym tytułem. W utworze gościnnie udział wzięli Slash, Joe Satriani i Ozzy Osbourne.

## Treść
Piosenka opowiada o zażywaniu narkotyków, przestrzegając młodych ludzi przed niebezpieczeństwami związanymi z ich nadużywaniem oraz promując życie bez zażywania narkotyków. W utworze poruszony jest także problem samobójstw wśród młodych osób. Wyeksponowane jest przesłanie, iż bez względu na sytuację życiową samobójstwo nigdy nie powinno być opcją.

## Pozycje na listach przebojów
| Lista             | Pozycja | Źródło |
| ----------------- | ------- | ------ |
| Australia         | 32      | [ 2 ]  |
| Belgia (Flandria) | 36      | [ 2 ]  |
| Holandia          | 22      | [ 2 ]  |
| Norwegia          | 5       | [ 2 ]  |
| Nowa Zelandia     | 17      | [ 2 ]  |
| Polska            | 11      | [ 3 ]  |
| Stany Zjednoczone | 78      | [ 1 ]  |
| Szwecja           | 19      | [ 2 ]  |
| Wielka Brytania   | 21      | [ 1 ]  |